# Coras aerialis
Coras aerialis is een spinnensoort in de taxonomische indeling van de nachtkaardespinnen (Amaurobiidae).
Het dier behoort tot het geslacht Coras. De wetenschappelijke naam van de soort werd voor het eerst geldig gepubliceerd in 1946 door Muma.